# Witomin
Witomin [viˈtɔmin] (deutsch Friedrichsberg) ist ein kleiner Ort in der polnischen Woiwodschaft Ermland-Masuren und gehört zur Gmina Mrągowo (Landgemeinde Sensburg) im Powiat Mrągowski (Kreis Sensburg).

## Geographische Lage
Witomin liegt inmitten der Woiwodschaft Ermland-Masuren, 13 Kilometer nördlich der Kreisstadt Mrągowo (deutsch Sensburg).

## Geschichte
Das Vorwerk Friedrichsberg bestand ursprünglich aus ein paar kleinen Gehöften. 1804 wurde es gegründet und war bis 1945 ein Wohnplatz in der Gemeinde Bosemb (1938 bis 1945 Bussen, polnisch Boże) im Kreis Sensburg im Regierungsbezirk Gumbinnen (1905 bis 1945: Regierungsbezirk Allenstein) in der preußischen Provinz Ostpreußen. Im Jahre 1905 zählte Friedrichsberg 20 Einwohner.
In Kriegsfolge kam der Ort 1945 mit dem gesamten südlichen Ostpreußen zu Polen und erhielt die polnische Namensform „Witomin“. Heute ist er eine Ortschaft innerhalb der Gmina Mrągowo (Landgemeinde Sensburg) im Powiat Mrągowski (Kreis Sensburg), bis 1998 der Woiwodschaft Olsztyn (Allenstein), seither der Woiwodschaft Ermland-Masuren zugehörig.

## Kirche
Bis 1945 war Friedrichsberg in die evangelische Kirche Seehesten in der Kirchenprovinz Ostpreußen der Kirche der Altpreußischen Union und – seit 1937 – in die katholische Pfarrkirche Wilkendorf (polnisch Wilkowo) im damaligen Bistum Ermland eingepfarrt. Die Beziehung zur Kirche in Wilkowo gilt für Witomin weiterhin, jetzt allerdings im Erzbistum Ermland der polnischen katholischen Kirche gelegen. Die evangelischen Einwohner orientieren sich zu Pfarrkirche Mrągowo in der Diözese Masuren der Evangelisch-Augsburgischen Kirche in Polen.

## Verkehr
Witomin liegt am Endpunkt einer Nebenstraße, die von Boże (Bosemb, 1938 bis 1945 Bussen) über Boża Wólka (Bosembwolka, 1938 bis 1945 Dreißighuben) in den Ort führt. Von Rydwągi (Rudwangen) verläuft außerdem ein Landweg nach Gronowo (Grunau), der durch Witomin führt. Eine Bahnanbindung besteht nicht.